# Hermionella seguyi
Hermionella seguyi är en tvåvingeart som beskrevs av Pleske 1925. Hermionella seguyi ingår i släktet Hermionella och familjen vapenflugor. Inga underarter finns listade i Catalogue of Life.